# Fakhruddin As'ad Gurgani
Fakhruddīn Asʿad Gurgānī talvolta scritto come Fakhraddin Asaad Gorgani (in persiano فخرالدين اسعد گرگانی‎), (fl. XI secolo) è stato un poeta persiano.
Ha messo in versi la storia di Vis e Rāmin, una storia del periodo Arsacide (partico). Lo studioso iraniano Abdolhossein Zarrinkoub, tuttavia, non è d'accordo con questo punto di vista e conclude che la storia ha le sue origini nell'era sasanide del V secolo. Oltre a Vis e Rāmin, compose altre forme di poesia. Ad esempio, alcune delle sue quartine sono registrate nel Nozhat al-Majales.

## Biografia
Fakhruddin As'ad Gurgani nacque a Jorjan o Gorgan (persiano: گرگان, romanizzato anche come Gorgān, città centrale dell'Ircania - oggi Gorgan -  nel nord dell'Iran.
Accompagnò il sovrano selgiuchide Ṭoghril durante le sue campagne in Iran. Quando Ṭoghril conquistò la principale città iranica di Iṣfahān, togliendola ai Kakuyidi nel 1051, nominò ʿAmīd Abū'l-Fatḥ Muẓaffar suo governatore. Gurgānī da allora si stabilì a Iṣfahān, dove stabilì buoni rapporti con il suo governatore, che lo prese sotto la sua protezione. 
Un giorno, mentre Gurgānī e Abū'l-Fatḥ Muẓaffar stavano parlando, quest'ultimo fece la seguente domanda: "Che ne dici della storia di Vis e Rāmin?" Gurgānī rispose dicendo che la storia era stata scritta solo in medio persiano. Abū'l-Fatḥ Muẓaffarr chiese quindi a Gurgānī di mettere in versi la storia, cosa che egli fece; durante la festa di Mehregan, Gurgānī gli regalò la poesia, in cui lodava Ṭoghril, il visir Abū Naṣr Kundūrī e Abū'l-Fatḥ Muẓaffar. 
Gurgānī morì intorno al 1058.

## Influenza

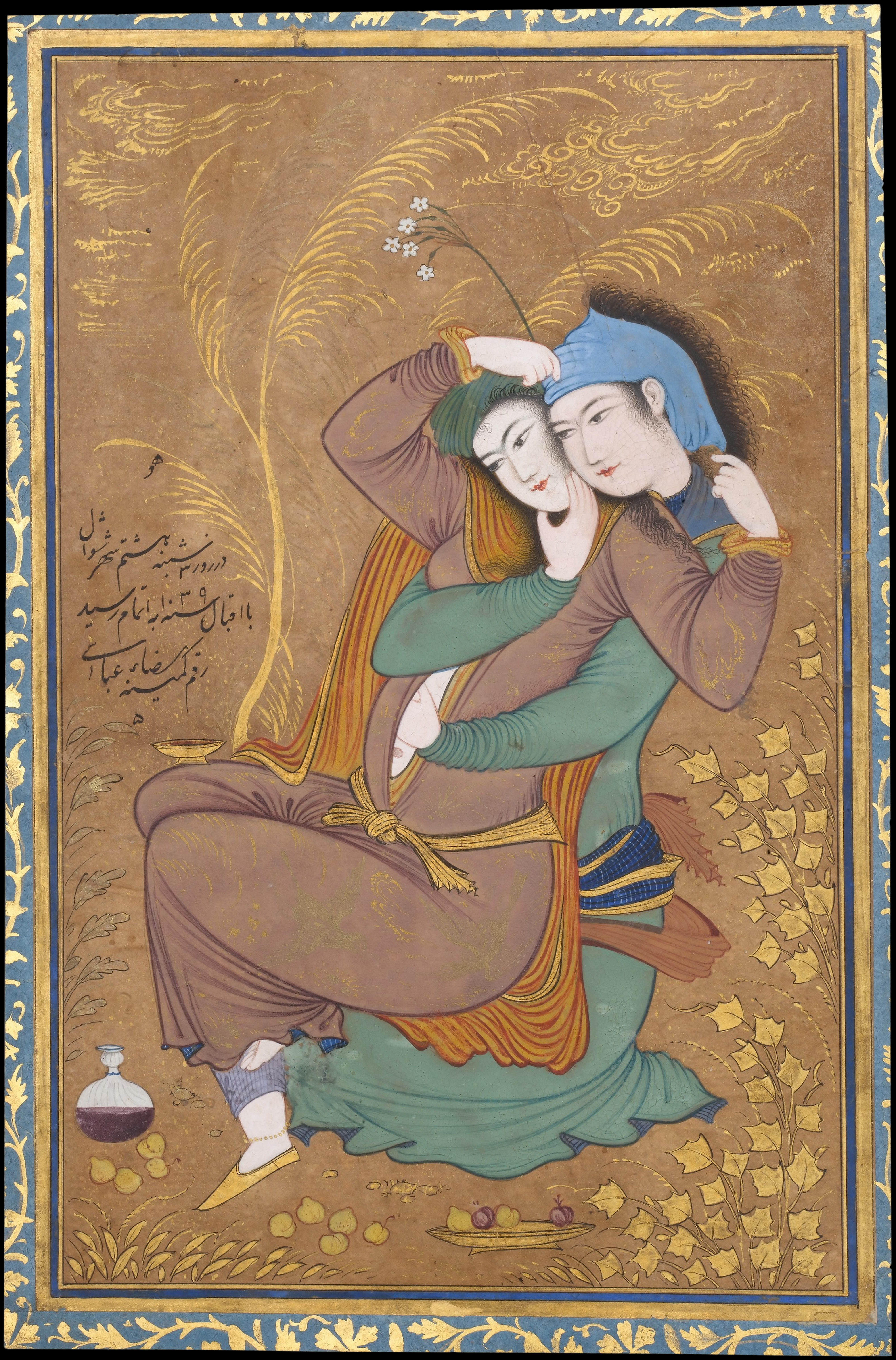
"I due innamorati." Una miniatura persiana di Reza Abbasi.

La storia di Vis e Rāmin ha avuto una notevole influenza sulla letteratura persiana. Significativamente, Neẓāmī, anch'egli importante poeta delle tradizioni romantiche persiane, prese da Gurgānī le basi di gran parte della sua retorica. La storia d'amore ha avuto la sua influenza anche oltre alla cultura persiana. 
La storia divenne molto popolare anche in Georgia grazie a una traduzione libera in prosa del XII secolo nota come Visramiani, che ebbe un effetto duraturo sulla letteratura georgiana. Essendo il più antico manoscritto conosciuto dell'opera e meglio conservato dell'originale, è di grande importanza per la storia del testo persiano e ha consentito di ripristinare diverse righe corrotte nei manoscritti persiani.
Alcuni studiosi hanno ipotizzato che Vis e Rāmin potrebbe aver influenzato la leggenda di Tristano e Isotta, dato che le due trame hanno somiglianze notevoli. Tuttavia, le opinioni sono divergenti in proposito.